# Hélia Correia
Hélia Correia   (Lisboa, 1949) és una escriptora i traductora portuguesa. Va ser guardonada amb el Premi Camões 2015.

## Biografia
Hélia Correia va néixer a Lisboa el febrer de l'any 1949, i va créixer en Mafra, lloc d'origen de la família materna, on va realitzar els seus estudis d'ensenyament primari i començà els secundaris. Va finalitzar els estudis secundaris a Lisboa, ciutat on també va assistir a la Facultat de Lletres. Es va llicenciar en Filologia Romànica i, més tard, es va post-graduar en Teatre de l'Antiguitat Clàssica. És professora de Llengua Portuguesa d'educació secundària. També ha treballat en diverses traduccions.
L'any 1968 va començar a publicar poesia en pàgines literàries de diaris (Diario de Lisboa, República i A Capital), revistes (Vértice)  i antologies.
En 1981, es va estrenar en narrativa amb O Separar das  Águas i en 1982, es publicà O Número dos Vivos. La novel·la Montedermo va ser escenificada pel grup de teatre O Bando, fet que donà a Correia cert relleu. Des del principi es reflecteix el gust de l'autora pel teatre i per la Grècia clàssica.
També destacaren, en la seva producció literària, les novel·les Casa Eterna i Suma. Ja en poesia, destacà A Pequena Morte/Esse Eterno Canto.
En 2010, Hélia Correia va publicar la novel·la biogràfica Adoecer, en què aborda la història d'amor entre Elisabeth Siddal i el poeta i pintor pre-rafaelita Dante Gabriel Rossetti. En 2012 publicà l'obra A Terceira Miséria, que va ser doblement premiada en la modalitat de Poesia.

## Premis i Reconeixement
Va ser guardonada amb el Premi Camões en 2015.
En 2017 va ser distingida per l'Associació d'Escriptores i Escriptors en Llengua Gallega com Escriptora Gallega Universal.
Va guanyar el Premi Literari Guerra Junqueiro, atorgat l'any 2021 al Festival Internacional de Literatura de Freixo d'Espada a la Cinta.
Va tornar a ser distingida en els Premis de la PEN Club Portuguès de 2021, en la categoria Poesia, amb el llibre Acidentes.

## Obra
- Teatre
  - 1991 - Perdição, Exercício sobre Antígona
  - 1991 - Florbela
  - 2000 - O Rancor, Exercício sobre Helena
  - 2005 - O Segredo de Chantel
  - 2008 - A Ilha Encantada (versió per a joves de William Shakespeare)

- Poesia
  - 1986 - A Pequena Morte / Esse Eterno Canto
  - 2012  – a Terceira Miséria

- Per a la Infància
  - 1988 - A Luz de Newton (7 Històries de Colors)

- Ficció
  - 1981 - O Separar das Águas
  - 1982 - O Número dos Vivos
  - 1983 - Montedemo
  - 1985 - Villa Celeste - Novela ingénua
  - 1987 - Soma
  - 1988 - A Fenda Erótica
  - 1991 - A Casa Eterna
  - 1996 - Insânia
  - 2001 - Lillias Fraser (Premi de Ficció del PEN Club)
  - 2001 - Antartida de mil folhas
  - 2002 - Apodera-te de mim
  - 2006 - Bastardia
  - 2008 - Contos
  - 2010 - Adoecer
  - 2018 - Um Bailarino na Batalha